# بيبو بيرجيرون
بيبو بيرجيرون (بالفرنسية: Éric Bergeron) (و. 1950  م) هو كاتب سيناريو، ومخرج أفلام، ورسام رسوم متحركة فرنسي، ولد في باريس.

## وصلات خارجية
- بيبو بيرجيرون على موقع IMDb (الإنجليزية)
- بيبو بيرجيرون على موقع ألو سيني (الفرنسية)
- بيبو بيرجيرون على موقع قاعدة بيانات الفيلم (الإنجليزية)
- بيبو بيرجيرون على موقع كينوبويسك (الروسية)

- بيبو بيرجيرون في قاعدة بيانات الأفلام على الإنترنت